# Egbert Schmiedt

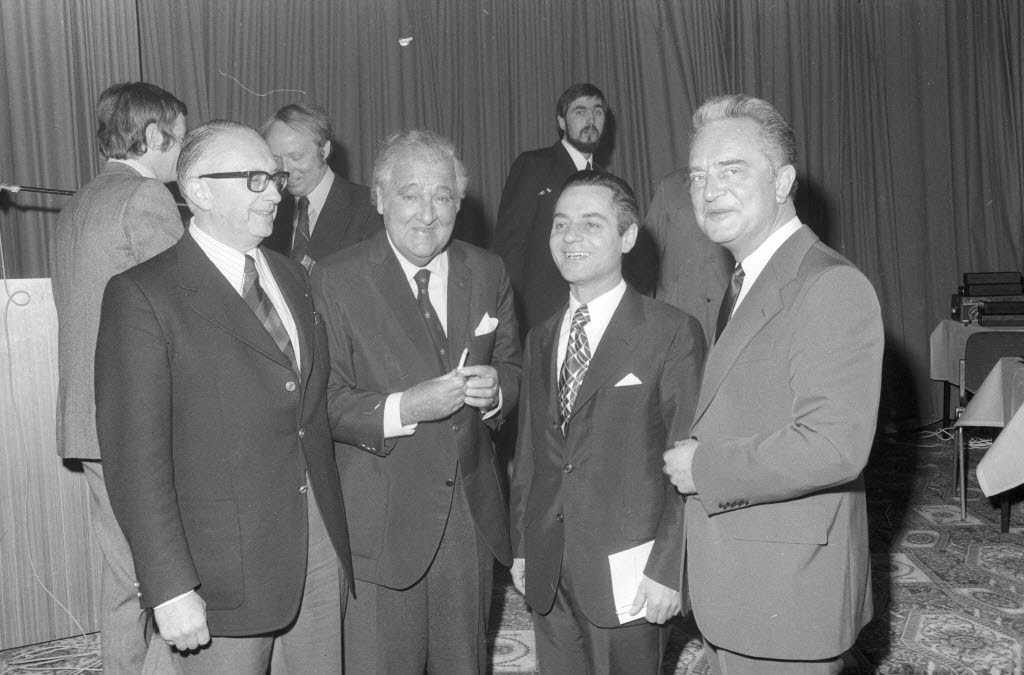
Egbert Schmiedt (links) 1974 in Kiel

Egbert Schmiedt (* 20. November 1920 in Plauen; † 11. Dezember 2011) war ein deutscher Urologe und Chirurg.
Schmidt studierte in München und war seit 1943 Mitglied der Münchener Burschenschaft Rhenania. Er wurde 1960 in München Privatdozent, 1966 außerplanmäßiger, 1967 außerordentlicher Professor und 1968 ordentlicher Professor.
Er war Direktor der Urologischen Klinik und Poliklinik der Universität München, an der er seit 1968 ordentlicher Professor für Urologie war. 1980 führte er mit seinen Mitarbeitern (Christian Chaussy, Dieter Jocham u. a.) die ersten erfolgreichen extrakorporalen Stoßwellenlithotripsien durch. Das Verfahren wurde an seinem Lehrstuhl entwickelt, womit er damals erhebliche Risiken auf sich nahm, da das Verfahren (ursprünglich aus der Flugzeugtechnik unter technischer Leitung der Firma Dornier) umstritten war.
1977 bis 1989 war er Herausgeber der Zeitschrift Der Urologe.

## Ehrungen
- 1973: Aufnahme in die Deutsche Akademie der Naturforscher Leopoldina
- 1986: Verdienstkreuz 1. Klasse der Bundesrepublik Deutschland
- Förderpreis für die Europäische Wissenschaft 1985
- Distinguished Contribution Award der American Urological Association (AUA) 1989
- Medaille der Bulgarischen Akademie der Wissenschaften
- Orden Kyrill und Method der Bulgarischen Regierung
- Ehren-Fellow des American College of Surgeons 1988
- Ehrenmitglied der Chilenischen Gesellschaft für Urologie
- Ehrendiplom der Medizinischen Akademie Sofia
- Medaille Pro Munere Grates der Universität Pretoria und deren Ehrendoktorwürde
- Ehrenmitglied der Südafrikanischen Gesellschaft für Urologie

Er war Präsident und Ehrenmitglied der Deutschen Gesellschaft für Urologie und erhielt deren Maximilian Nitze Medaille.
Er war Gründungspräsident der Deutschen Gesellschaft für Lasermedizin, der Südostdeutschen Gesellschaft für Urologie und der Bayerisch-Österreichischen Urologenvereinigung.

## Schriften
- mit Donald R. Smith Allgemeine Urologie, Urban und Schwarzenberg, München 1968 (aus dem Englischen übersetzt und bearbeitet von Schmiedt)
- Herausgeber Urologie, in Rudolf Zenker Chirurgie der Gegenwart, Band 6, Urban und Schwarzenberg, 1973/74